# ناصر اليجي
ناصر اليجي (Naser Ismail Aliji) (27 ديسمبر 1993 في كومانوفو في مقدونيا الشمالية – )؛ هو لاعب كرة قدم كان يلعب كمدافع. يلعب مع منتخب ألبانيا لكرة القدم منذ عام 2015.

## وصلات خارجية
- ناصر اليجي على موقع الاتحاد الأوربي (الإنجليزية)
- ناصر اليجي على موقع قاعدة بيانات كرة القدم.إي يو (الإنجليزية)
- ناصر اليجي على موقع ناشيونال فوتبول تيمز (الإنجليزية)
- ناصر اليجي على موقع Soccerway.com (الإنجليزية)
- ناصر اليجي على موقع عالم كرة القدم.نت (الإنجليزية)
- ناصر اليجي على موقع AS.com (الإسبانية)